# Mastín de Tras os Montes

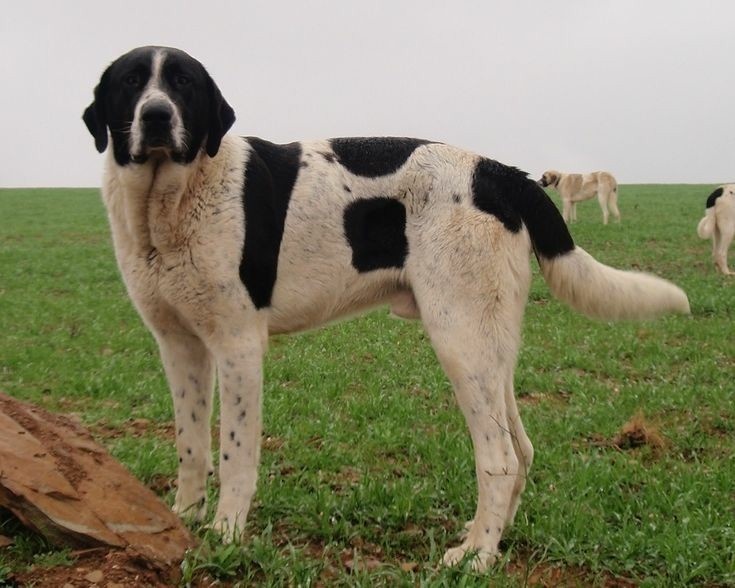
Cachorro de transmontano

El Mastín de Trás-os-Montes o Mastín transmontano, en portugués Cão de Gado Transmontano es una raza de perro moloso, originario de la región de Trás-os-Montes, en el norte de Portugal.

## Breve reseña histórica
El origen de esta raza es la de todos los mastines ibéricos y su evolución está ligada a la trashumancia en la península ibérica.
Compañero eterno del pastor, sus funciones específicas eran proteger al rebaño contra el ataque del lobo, siempre existente en esta región montañosa que se caracteriza por campos de pastos y difícil acceso rodado, esta raza se ha ido adaptando a las condiciones de la región y a su ganado ovino y caprino que tradicionalmente pasta allí.